# انصار (مانه و سملقان)
انصار روستایی در دهستان حومه بخش مرکزی شهرستان مانه و سملقان استان خراسان شمالی ایران است.

## جمعیت
بر پایه سرشماری عمومی نفوس و مسکن در سال ۱۳۹۵ جمعیت این روستا ۴۸۰ نفر (در ۱۴۲ خانوار) بوده است.